# Roar – Die Löwen sind los
Roar ist ein US-amerikanischer Tier- und Abenteuerfilm aus dem Jahre 1981, und behandelt die Erlebnisse eines Forschers und seiner Familie mit wilden Löwen und anderen Großkatzen.

## Handlung
Der amerikanische Naturforscher Hank hat sich ganz dem Studium wilder Großkatzen verschrieben. Um seine Studien besser betreiben zu können, hat er sich in die Einsamkeit der afrikanischen Savanne zurückgezogen und lebt dort nun schon seit drei Jahren bei seinen Tieren. Dabei hat er es einerseits geschafft, sämtliche Großkatzen, die es auf der Welt gibt – also neben den afrikanischen Arten wie Löwe und Leopard auch Tiger, Jaguare und Pumas –, an einem Ort zu versammeln, wo sie in Harmonie miteinander leben; andererseits ist er selbst bei allen Katzen als Rudelmitglied anerkannt und lebt in direktem Kontakt mit den Tieren – ohne Käfige, Zäune oder Peitschen.
Die Idylle wird jedoch etwas durcheinander gebracht, als sich Hanks Familie für einen Besuch in der Savanne ankündigt. Durch ein Missverständnis bezüglich der Ankunftszeit verpassen sich Hank und seine Familie. Während er noch auf dem Weg zum Flughafen ist, ist seine Familie schon auf dem Weg zu seiner Ranch. Infolgedessen werden Hanks Frau Madeleine und seine Kinder nicht von ihm empfangen, sondern von einem Rudel Löwen, Tiger und anderer Katzen.
Sich offenbar dessen nicht bewusst, wie eng Hank mit seinen Tieren zusammenlebt, versucht die verängstigte Familie, sich mit allen Mitteln vor den vermeintlich gefährlichen Tieren in Sicherheit zu bringen und sich an den unmöglichsten Orten vor ihnen zu verstecken. Die zutraulichen Katzen jedoch sehen in all dem nur ein lustiges Spiel, das die Neuankömmlinge mit ihnen spielen wollen. Daraus erwächst eine Reihe von skurrilen und ulkigen Situationen.
Verkompliziert wird die Situation noch durch einen einzelgängerischen Löwen, der versucht, in Hanks Rudel aufgenommen zu werden, aber den Umgang mit Menschen nicht gewöhnt und somit wirklich gefährlich ist. Außerdem hat ein schießwütiger und raffgieriger Großwildjäger den Katzen Rache geschworen, weil er während eines Besuches von einem Tiger leicht verletzt wurde.

## Hintergrund
Das Konzept des Filmes war zur Zeit der Entstehung einmalig. Nicht nur das Zusammenführen und Zusammenleben praktisch aller existierender Großkatzen an einem Ort wurde in dieser Form noch nie gemacht. Auch die offene Interaktion zwischen Mensch und Tier ist in dem Umfang und der Tiefe sonst kaum irgendwo zu sehen.
Der Film kostete in seiner Produktion 17 Mio. Dollar, was aber hauptsächlich auf die lange Produktionsdauer von fünf Jahren (andere Quellen sprechen von elf) zurückzuführen ist. Die Besetzung erfolgte in erster Linie durch Laiendarsteller – unter anderem Noels Söhne John und Jerry – und unbekannte Schauspieler. Die einzigen Ausnahmen hierbei sind Noel Marshalls damalige Ehefrau Tippi Hedren und ihre Tochter Melanie Griffith, welche sich seinerzeit aber erst am Beginn ihrer Karriere befand.
Die Produktion stand unter keinem guten Stern. Durch den engen Kontakt mit den Tieren trugen die Schauspieler immer wieder schwere Verletzungen wie Kratz- und Schürfwunden, Prellungen und sogar Knochenbrüche davon. Außerdem gab es immer wieder Rückschläge wie Brände, Fluten, Unfälle sowie eine schwere Viruserkrankung, an der etliche der Katzen verstarben.
Da der Film an den Kinokassen lediglich zwei Mio. Dollar einspielte, zählt er, trotz seiner Einmaligkeit, zu den größten Kinoflops aller Zeiten. Durch die familiäre Besetzung der Hauptrollen meinten manche Kritiker ironisch, dieser Film sei das teuerste Heimvideo aller Zeiten.

## Verschiedenes
- Die Produzenten stellen zu Beginn des Filmes klar, dass die Tiere zwar an Menschen gewöhnt, aber nicht dressiert oder sonst wie kontrolliert wurden.
- Zwei Jahre nach Erscheinen des Films gründete Tippi Hedren die Roar Foundation, ein Verein zur Finanzierung und Erhaltung des bereits im Jahre 1973 errichteten Shambala-Resorts, welches in Gefangenschaft geborenen und verstoßenen Großkatzen Zuflucht bieten soll. Hedren ist nach wie vor Präsidentin des Vereins und engagiert sich für das Wohl ihrer Tiere.